# 콜라
콜라(영어: coke, cola)는 캐러멜로 색을 내고 카페인이 들어간 달콤한 탄산 음료이다. 콜라라는 이름은 초기에 카페인을 넣기 위해 콜라나무의 열매를 사용한 것에서 비롯된 이름이다. 또한 콜라의 사전 뜻은 독특한 향과 맛을 가진 짙은 갈색의 청량 음료이다. 콜라가 전 세계적으로 유명해진 것은 1886년에 약사 존 펨버턴이 코카콜라를 발명하게 된 뒤부터이다. 그의 알코올이 없는 레시피는 1863년에 약사 안젤로 마리아니(Angelo Mariani)가 만든 코카 와인의 영향을 받았다. 코카콜라의 빨간색과 흰색은 크리스마스의 산타의 색이다.

## 맛과 향

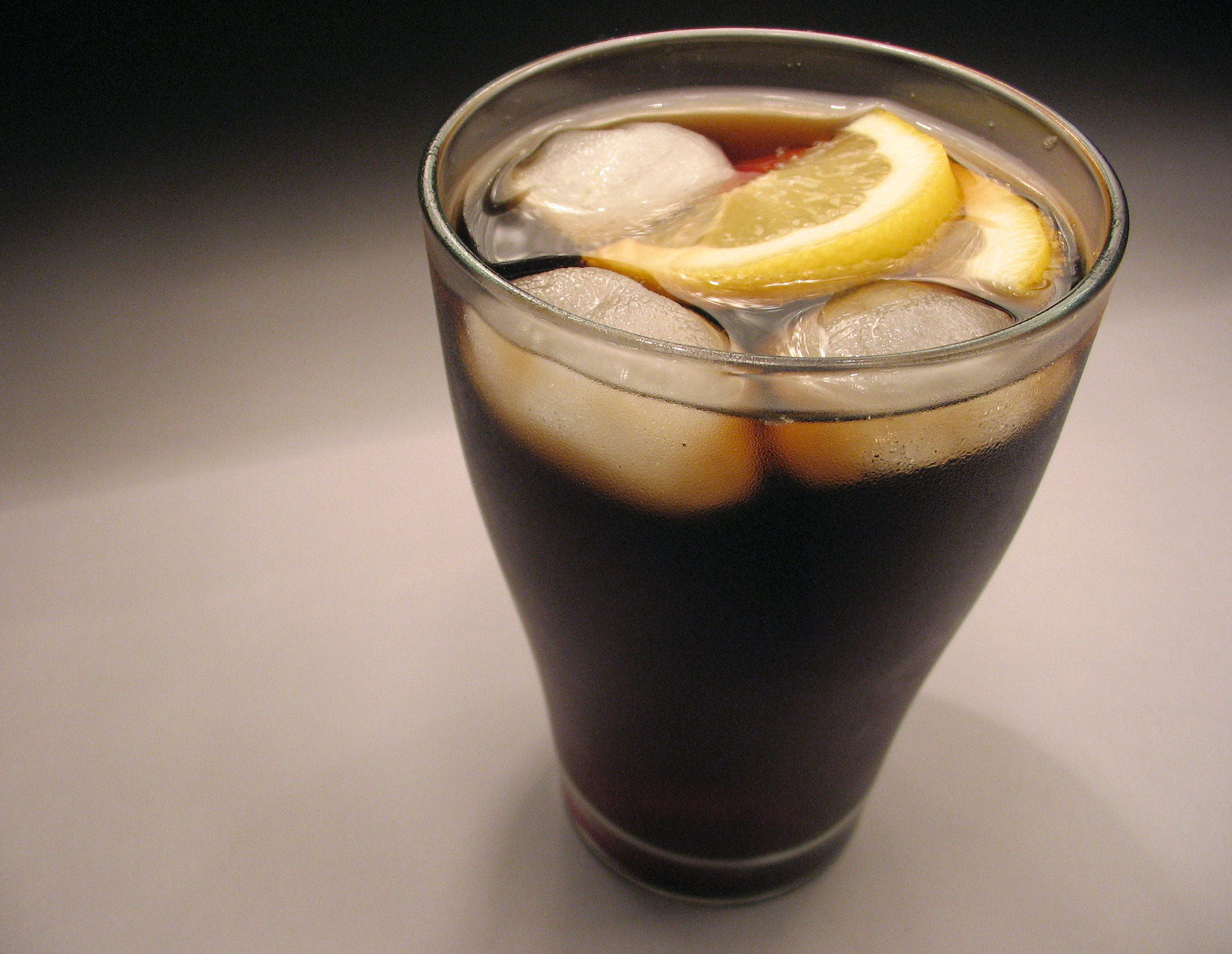
콜라와 그 위에 얼음과 레몬이 있는 유리잔의 모습.

콜라의 풍미는 귤속의 오렌지, 라임,  레몬 등에서 주로 사용되었으며, 계피,  호두, 바닐라 등이 사용되기도 한다. 콜라는 단맛을 내기 위해 설탕, 옥수수 시럽, 스테비아 등의 인공 감미료를 넣는다. 또한 무설탕 콜라의 경우에는 단맛을 내기 위해 아스파탐이 쓰이기도 한다. 그러나 아스파탐의 성분적 특성상 당분은 오히려 무설탕 콜라가 훨씬 많다. 하지만 그만큼 화학적인 맛이 난다는 큰 단점도 있다.

## 브랜드

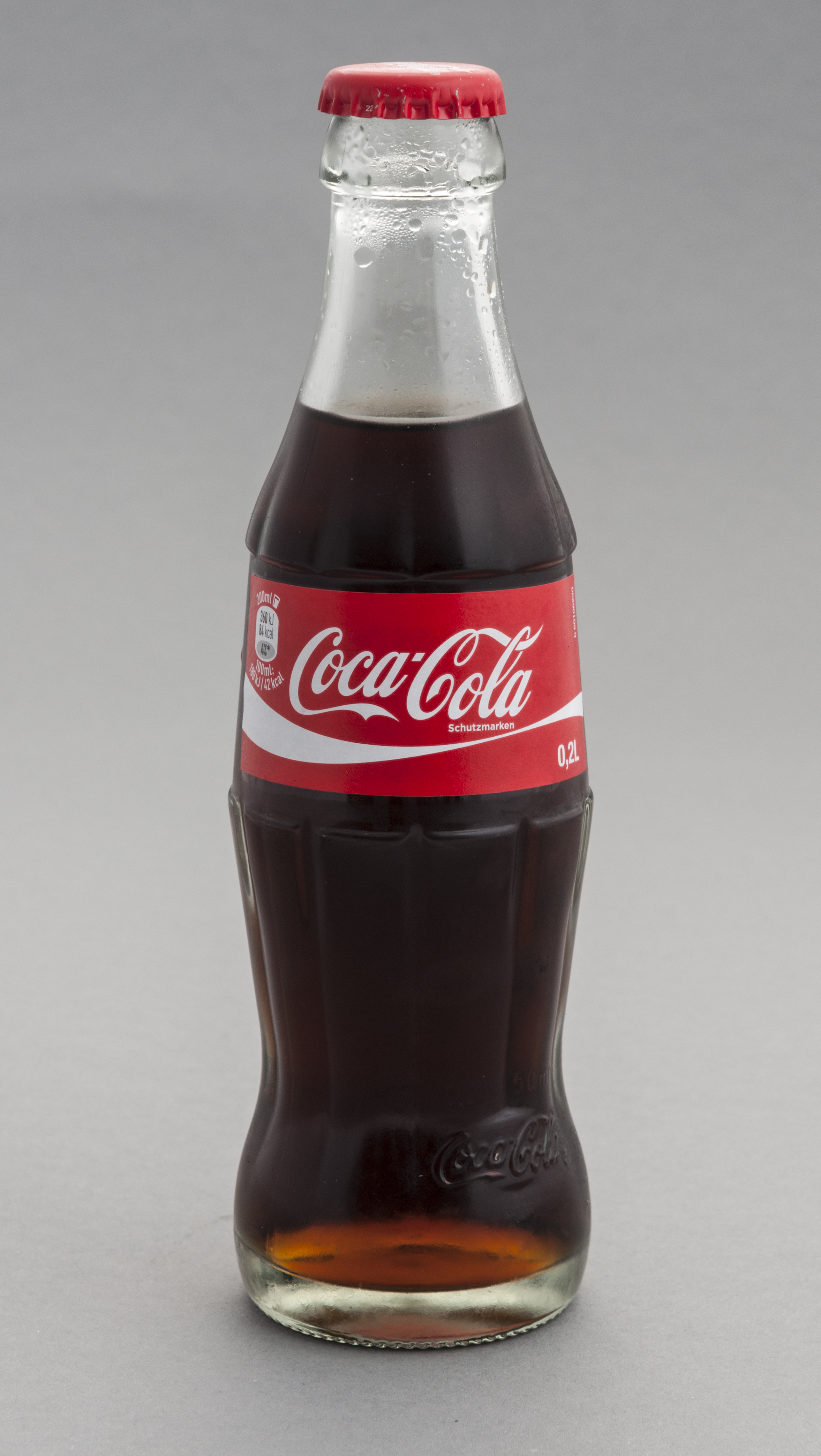
코카콜라 콜라의 모습.

전세계적으로 브랜드가 있고, 대표적이라고 할 수 있는 콜라 회사는 미국의 코카-콜라와 펩시가 있다. 여기에 각 국가 별 소규모 지역 브랜드들이 있다.
유럽
- 영국, 남아프리카, 서유럽 등지의 국가들은 버진 콜라가 1900년대에 인기있었지만 가용성에서 약해졌다.
- 독일제품인 Afri-Cola는 카페인 함량이 250 mg/L로 상대적으로 높았으며, 1999년에 새로운 형태로 다시 시판하다가 2006년 4월에 원래의 형태로 다시 시판되었다.
- 체코와 슬로바키아의 코폴라는 코카-콜라와 펩시콜라 그 뒤에 그들의 시장 안에서 제3번째로 많이 팔리는 청량 음료다.
- 쿠바 콜라는 스웨덴의 콜라다.

아시아와 중동
- 텀스 업은 인도에서 인기있는 콜라 브랜드다.
- 스타콜라는 가자-팔레스타인의 콜라 브랜드다.
- 콜라 투르카는 튀르키예의 지역 콜라다.
- 수퍼 드링크는 이스라엘과 팔레스타인에서 인기있는 콜라다.
- 815 콜라는 대한민국에서 한 때 인기있던 콜라다.
- 대한민국의 일화에서 만드는 맥콜은 보리를 넣어 약간 쌉싸름한 맛이 나는 콜라로서 1980년대부터 생산하고 있는 토종콜라이며, 현재 일본 등 여러나라에서도 수출 중이다.
- 이다 화이버콜라는 대한민국의 하이트 진로에서 식이섬유가 들어간 콜라로 2013년에 출시한 콜라다.
- 콤비콜라는 1996년 대한민국 해태음료를 통해 출시한 음료로 미국의 코트 베버리지사 원액을 통해 만들어졌으며, 현재는 이마트콜라로 명맥을 유지하고 있다.

아메리카
- 잉카 콜라는 남아메리카 국가들의 국민들이 많이 사먹은 콜라로써 다른 브랜드인 코카-콜라 컴퍼니로 인해 팔렸다.
- 공개된 제조법으로 만든 오픈콜라가 존재한다.
- 투콜라와 트로피콜라는 쿠바의 콜라 브랜드다. 
 (이 콜라는 이탈리아에서 널리 팔렸다.)
- 로얄 크라운 콜라는 미국과 멕시코에서 많이 팔렸다.

## 같이 보기
- 청량 음료
- 코카콜라
- 펩시
- 화이버콜라
- 맥콜
- 오픈콜라
- 로얄 크라운 콜라
- 버진 콜라
- 샘스 초이스 콜라
- 버바 콜라
- 콜라 카오
- 코포라
- 졸트 콜라
- 메카콜라
- 사이다
- 하이로드
- 환타